# George Capel-Coningsby
Pour les articles homonymes, voir Capel.
Georges Capel-Coningsby, 5e comte d'Essex, né le 13 novembre 1757 à Watford (Hertfordshire) et mort le 23 avril 1839 à Watford, est un aristocrate et un homme politique anglais, titré vicomte de Maldenjusqu'en 1799. Son nom de famille est Capell jusqu'en 1781.

## Famille

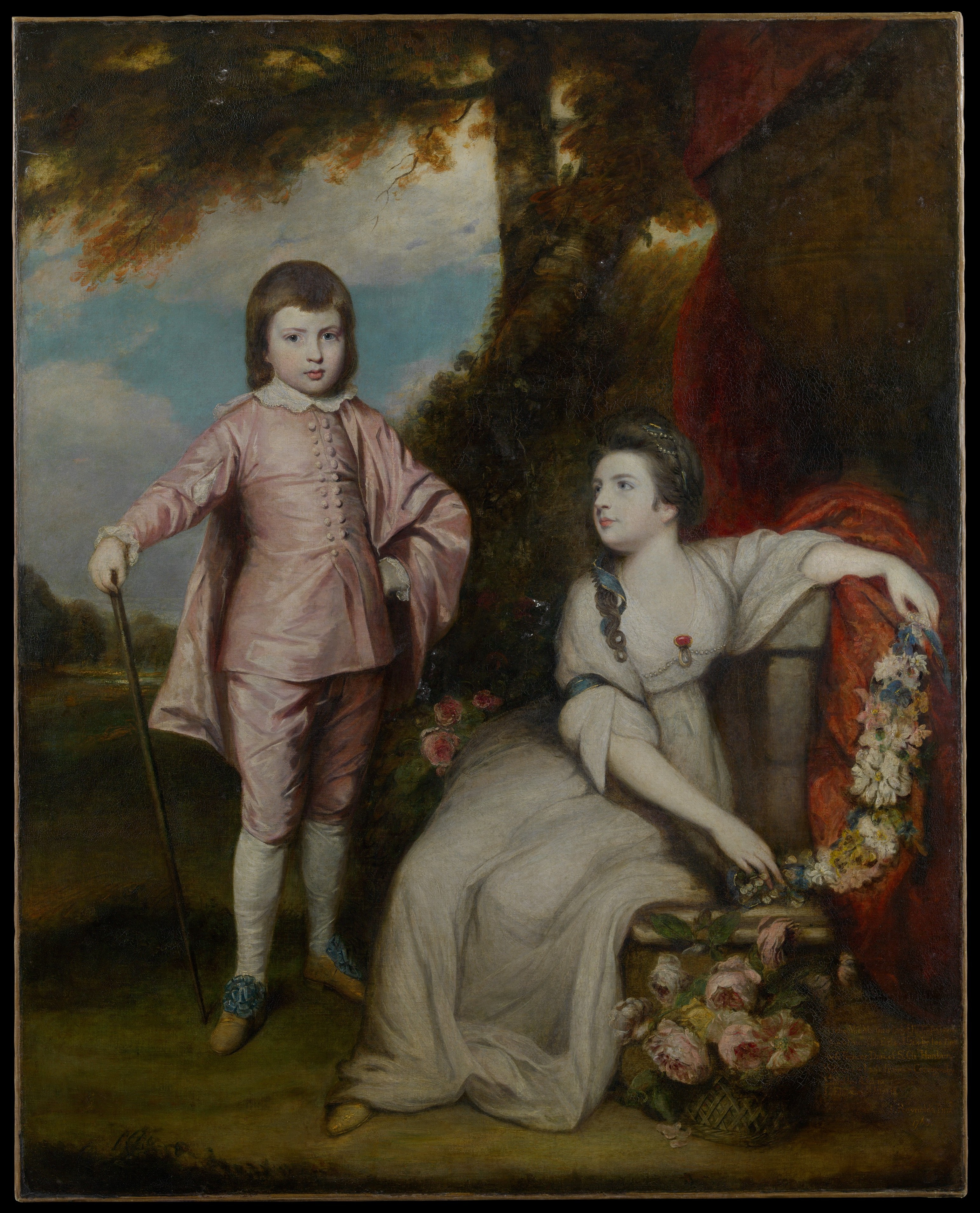
1768 portrait de Sir Joshua Reynolds de Georges Capel, âgé de 10 ans, avec sa sœur, Elizabeth Capel

George Capell est le fils et l'héritier de William Capell (4e comte d'Essex), de son premier mariage avec Frances Williams. Il est également le demi-frère de Thomas Bladen Capel, le capitaine (plus tard l'amiral) de la Marine Royale et l'un des membres de la Band of Brothers d'Horatio Nelson.

## Carrière
George Capell fait ses études au Corpus Christi College, à Cambridge, et est diplômé en 1777. En 1781, il prend le nom supplémentaire de Coningsby venant de sa grand-mère, Lady Francis Hanbury Williams, née Coningsby.
Il est député de Westminster de 1779 à 1780, puis de Lostwithiel de 1781 à 1784, pour Okehampton de 1785 à 1790, et pour Radnor de 1794 à 1799.
Le 4 mars 1799 Capel-Coningsby succède à son père en tant que 5e Comte d'Essex. Il sert en tant que magistrat et Haut Commissaire de Leominster en 1802, et que Lord Lieutenant du Herefordshire de 1802 à 1817. Il est Fellow de la Society of Antiquaries en 1801, et reçoit une distinction honorifique D. C. L. de l'Université d'Oxford en 1810.

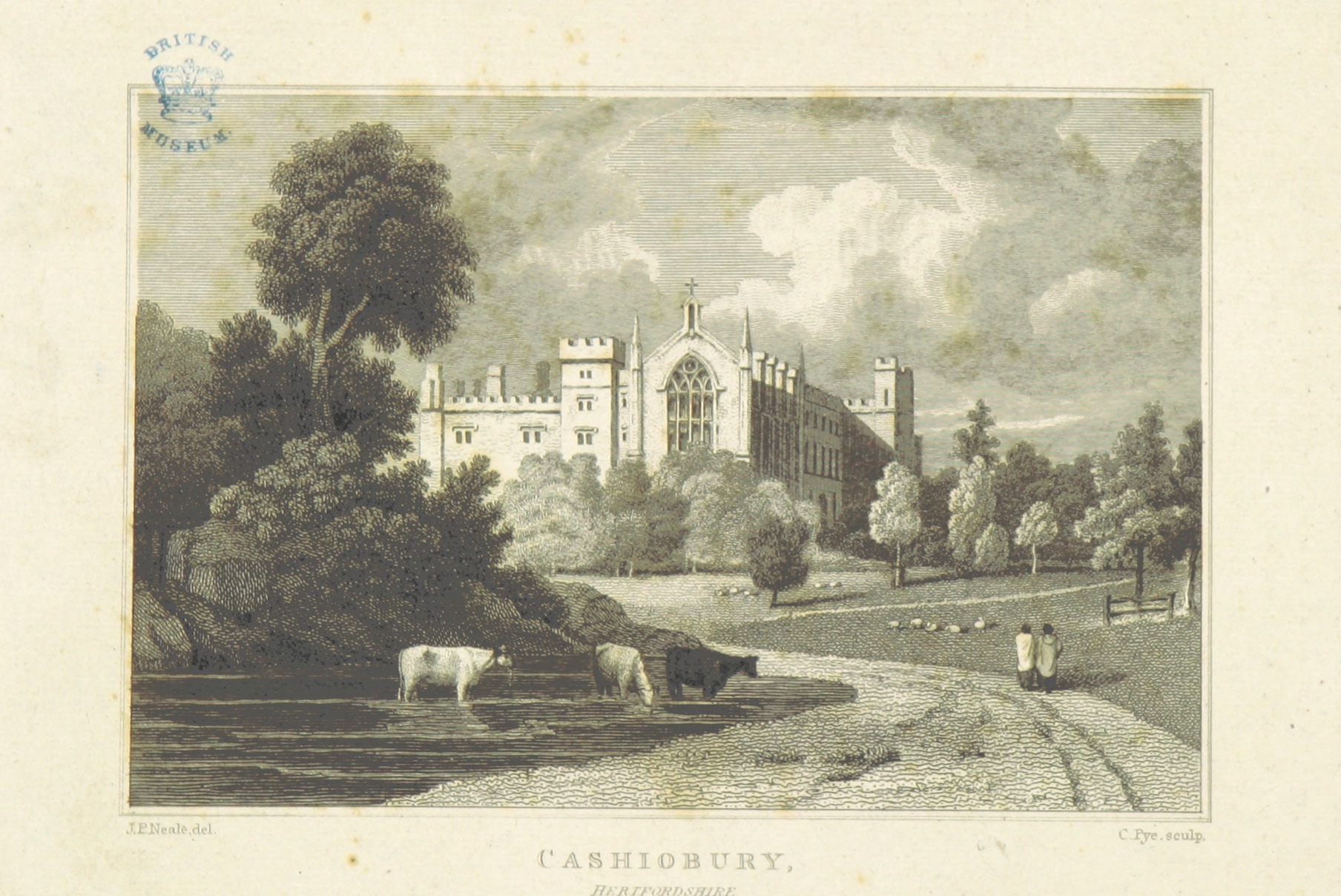
1818 illustration de Cassiobury House après la reconstruction de Coningsby

Après son accession au titre de comte d'Essex, il lance une reconstruction majeure du famille de siège, Cassiobury à Watford, Hertfordshire, en engageant les services de l'architecte James Wyatt et du paysagiste Humphry Repton.
Essex est remarqué comme un grand mécène des arts et constitue une importante collection d'œuvres d'art à Cassiobury. Une notice nécrologique en 1839, note que "sa Seigneurie a richement embelli sa maison à Cassiobury, ainsi que sa maison de ville de Belgrave Square, avec de nombreuses œuvres de notre langue maternelle des peintres", et qu'il avait diverti un certain nombre d'artistes Britanniques par des voyages à Cassiobury et des commandes d'œuvres, notamment J. M. W. Turner, Augustus Pugin, John Callcott Horsley, David Wilkie et Edwin Henry alfred gresham.

## Mariages
Georges Capel-Coningsby se marie deux fois:
- Tout d'abord, le 6 juin 1786, comme deuxième mari de Sarah Bazett (en) (d. 16 janvier 1838), fille d'Henry William Bazett de Sainte-Hélène de son mariage avec Clarissa Penelope Pritchard. Sarah est une artiste talentueuse et prolifique, connue comme "Sarah, vicomtesse de Malden", et à partir de 1799 comme "Sarah, la Comtesse d'Essex"[6]. Elle est spécialisée dans l'aquarelle, les copies de vieux portraits et d'autres tableaux, et ses œuvres ont survécu dans de nombreux cas et sont les seules copies d'originaux perdus. George a survécu à la disparition de Sarah, qui est morte en 1838.
- Après la mort de Sarah, le 14 avril 1838 il s'est remarié avec la chanteuse d'opéra Catherine Stephens, une fille d'Edward Stephens.

## Mort et enterrement
Georges Capel-Coningsby est décédé le 23 avril 1839, à Cassiobury, âgé de 81 ans, et est enterré à Watford, en laissant derrière lui sa veuve, Catherine Stephens, qui est alors la comtesse douairière. Parce qu'il n'a pas de fils, le comté est transmis à un neveu, Arthur Algernon Capell, le fils aîné de son demi-frère John Thomas Capell.